# مغولان و حکومت ایلخانی در ایران
کتاب مغولان و حکومت ایلخانی در ایران نوشتهٔ شیرین بیانی (زادهٔ ۱۳۱۷) است. این کتاب به توصیف و توضیح تاریخ و رسوم مغولان و یورش آنان به ایران و در پی آن، حکومت صد و اندی سالهٔ آن‌ها بر ایران می‌پردازد. این کتاب ۳۷۱ صفحه دارد و درحقیقت چکیده‌ای از مجموعهٔ معروف سه‌جلدی دین و دولت در ایران عهد مغول است. این کتاب نخستین بار در سال ۱۳۷۹ توسط سازمان سمت به چاپ رسیده‌است.

## مطالب کتاب
این کتاب به بررسی و تشریح تاریخ و زندگی مغولان و یورش آنان به ایران و در پی آن، حکومت صد و اندی سالهٔ آن‌ها بر ایران می‌پردازد. این کتاب ابتدا به توضیح وضعیت سیاسی و اجتماعی مغولان در سرزمین‌شان می‌پردازد و پس از آن به حکومت ایران در زمان خوارزمشاهیان می‌پردازد. سپس به یورش مغولان و حکومت نسبتاً طولانی آن‌ها در ایران می‌پردازد.
در کتاب به توضیح تلاش‌های فراوان ایرانیان در مبارزهٔ پنهانی و فرهنگی با مغولان صحبت بسیار شده‌است. در این کتاب نقش دین در رویداهای تاریخی و روابط ایران با دیگران مورد توجه بسیار است. این کتاب نثر شیوا و یکدستی دارد و مطالب آن دارای پیوستگی و استحکام است. این کتاب توسط پروین ترکمنی‌آذر ویرایش شده‌است. مطالب این کتاب تاریخ ایران در سدهٔ هفتم و نیمهٔ اول سده هشتم قمری را دربرمی‌گیرد.

## فهرست کتاب
- فصل اول: اوضاع سیاسی و اجتماعی مغولان پیش از تشکیل حکومت منطقه‌ای و ظهور چنگیز خان در عرصهٔ سیاست مغولستان
- فصل دوم: مغولان در رویارویی با ایران و اسلام
- فصل سوم: هلاکو خان و فتح سراسری ایران
- فصل چهارم: جانشینان هلاکو خان
- فصل پنجم: سیاست خارجی ایلخانان

## بخشی از مقدمهٔ کتاب
دوران فرمانروایی ایلخانان مغول در ایران را می‌توان یکی از شگفت‌انگیزترین و پرتحرک‌ترین ادوار تاریخی این کشور به‌شمار آورد. در این عهد است که درخت فتوحات چنگیزی به بار می‌نشیند و برای بازماندگانش ثمری شیرین می‌دهد؛ ولی این ثمرات گلوگیر است و به دشواری می‌توان آن را بلعید و در کام فروبرد. از این روست که در طول زندگی حکومت ایلخانی، پیوسته دو تلاش متقابل و درضمن خستگی‌ناپذیر از جانب حکومت و مردم مشاهده می‌شود. از یکسو تلاش حکومت به منظور تحکیم هرچه بیشتر مبانی قدرت و قبولاندن آن به اتباع ایرانی و از سوی دیگر تلاش مردم در جهت کمر راست کردن و تجدید حیات ملی و فرهنگی خویش.
بیگانگان با شمشیر سلطهٔ خود را مسلم ساخته، با همان حربه درصدد حفظ و استحکام آن بودند و خودی‌ها با قلم به جنگ شمشیر رفته، درصدد بازآفرینی نقش‌های گذشته برآمدند… چون ادارهٔ ملک از مغولان ساخته نبود، به زودی عنصر ایرانی توفیق یافت تا در گردانندگی امور شرکت جوید و این بار او بود که جنگ نهانی با بیگانه را آغاز کرد. قدرت دربرابر قدرت و فرهنگ دربرابر فرهنگ قرار گرفت و سلاح‌هایی برنده، چون دیوان و دین به کار گرفته شد و سرانجام به پیروزی مغلوب انجامید. شدت و حدت مبارزات نهان و آشکار مردم با بیگانه در این دوران کم‌نظیر است و درسی است که همیشه به یاد خواهد ماند. این تلاش بار دیگر راز بقای ایران را بر ما آشکار می‌سازد…